# Герб Чойского района
Герб Чойского района  — официальный символ муниципального образования «Чойский район» Республики Алтай Российской Федерации. Герб района впервые утверждён в 2003 году, незначительно изменён в 2019 году; герб внесён в Государственный геральдический регистр Российской Федерации под регистрационным номером 12858.

## Описание
Официальное описание герба:
В золотом поле над зелёной оконечностью, обременённой золотым камнем в сиянии, исходящем от камня полукругом в виде расторгнутых лучей, и отделённой серебряным пониженным поясом, завершённым сверху волнообразно лазурью (наподобие соединённых выгнутых капель, положенных каждая вправо), — три соединённых основаниями и раздвоенных на концах зелёных кедровых ветви (две и одна) с тремя пурпурными шишками (одна и две)
Герб может воспроизводиться со статусной короной установленного образца.
Авторская группа: идея герба — Т. Плотоненко (с. Сёйка, Чойский район); геральдическая доработка — Ю. Росич (Москва); компьютерный дизайна — А. Карпова (Барнаул), Ю. Росич (Москва).

## Символика
Композиция герба символизирует исторические, природные и географические особенности Чойского района. В основу положена композиция герба, утверждённого Решением Чойского районного Совета депутатов N 9-2 от 28 ноября 2003 года и автором, которого является Татьяна Валерьевна Плотоненко, педагог Сейкинского Дома детского творчества. 
Чойский район богат хвойными лесами (основные деревья — пихта и кедр), на рынок поставляется деловая древесина, пихтовое масло, кедровый орех, дёготь, пушнина, грибы, лекарственные травы. Три кедровые шишки изображены наподобие короны, что символизирует природное богатство Чойских лесов, в том числе кедровым орехом, а также такие отрасли экономики района как лесозаготовка и деревопереработка. 
В центре композиции — белая полоса с голубыми каплями, что означает чистоту местных рек и озер. В высокогорной части, в зоне альпийских лугов, расположено более 150 озер, а многие реки имеют ярко выраженный горный характер с большим количеством порогов и водопадов. 
В оконечности герба на зеленом фоне золотой камень — самородок, символизирующий добычу золота в Чойском районе, а также всю совокупность богатств в недрах района. Помимо золота промышленным способом здесь добывают медь, кроме того, разведаны запасы базальтового сырья, волластонита, спекулярита. 
Золотой цвет поля щита символизирует жизнь, вечность, богатство, славу.

## История

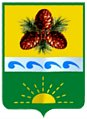
Герб 2003 года

Герб и флаг района утвержден Решением Чойского районного Совета депутатов N9-2 от 28 ноября 2003 года «Об итогах конкурса по символике муниципального образования „Чойский район“». По результатам проведенного конкурса лучшим был признан проект герба Т. В. Плотненко. Описание герба: «Герб разделён на три части: в верхней части, на золотом фоне (означающем жизнь, вечность, богатство, славу) изображены в виде короны три кедровые шишки, что символизирует богатство чойских лесов кедровым орехом; в центре герба — белая полоса с четырьмя голубыми каплями, что означает чистоту наших рек; в нижней части герба на зелёном фоне в виде полусолнца — золото, означающее надежду на избыток золота, добываемого в Чойском районе».
Современная версия герба утверждена решением Совета депутатов муниципального образования «Чойский район» № 9-3 от 19 декабря 2019 года.